# We the Generation
| Recensione | Giudizio |
| ---------- | -------- |
| NME        |          |

We the Generation è il secondo album in studio del gruppo musicale britannico Rudimental, pubblicato il 2 ottobre 2015 dalla Asylum Records.

## Descrizione
Originariamente previsto per il 18 settembre 2015, We the Generation contiene varie collaborazioni con i cantanti Will Heard e Anne-Marie e altri brani a cui hanno preso parte noti artisti musicali come Ed Sheeran, Dizzee Rascal e Bobby Womack, quest'ultimo scomparso nel 2014.
Ad anticiparne l'uscita sono stati i singoli Bloodstream, rivisitazione dell'omonimo brano di Ed Sheeran uscita il 27 febbraio 2015 e che ha raggiunto la seconda posizione della classifica britannica dei singoli, e Never Let You Go, uscito il 27 aprile dello stesso anno e che ha visto la partecipazione il cantautore britannico Foy Vance.
A partire dalla fine di giugno 2015, i Rudimental hanno reso disponibile per l'ascolto il video musicale di Rumour Mill, il brano Love Ain't Just a Word e il terzo singolo I Will for Love, quest'ultimo pubblicato come tale il 31 luglio 2015 nel solo Regno Unito.
Il 22 settembre è stato invece pubblicato il videoclip di We the Generation e nella stessa data è stato annunciato il quinto singolo Lay It All on Me, pubblicato tre giorni più tardi.

## Tracce
1. I Will for Love (feat. Will Heard) – 4:07 (Amir Amor, Kesi Dryden, Piers Aggett, Leon Rolle, Pablo Bowman, Richard Boardman, Robert Harvey, Cleo Tighe, Daniel Boyle)
2. Never Let You Go (feat. Foy Vance) – 3:54 (Amir Amor, Kesi Dryden, Piers Aggett, Leon Rolle, Johnny MacDaid, Foy Vance)
3. We the Generation (feat. Mahalia) – 3:41 (Amir Amor, Kesi Dryden, Piers Aggett, Leon Rolle, Uzo Emenike, Mahalia Burkmar)
4. Love Ain't Just a Word (feat. Anne-Marie & Dizzee Rascal) – 4:03 (Amir Amor, Kesi Dryden, Piers Aggett, Leon Rolle, Anne-Marie Nicholson, Dylan Mills, Jess Jackson, Thomas Jules)
5. Rumour Mill (feat. Anne-Marie & Will Heard) – 4:03 (Amir Amor, Kesi Dryden, Piers Aggett, Leon Rolle, Uzo Emenike, Will Heard, Jess Glynne)
6. Common Emotion (feat. MNEK) – 5:07 (Amir Amor, Kesi Dryden, Piers Aggett, Leon Rolle, Uzo Emenike)
7. Go Far (ft. Will Heard) – 4:30 (Amir Amor, Kesi Dryden, Piers Aggett, Leon Rolle, Will Heard, Beanie Bhebhe)
8. Foreign World (feat. Anne-Marie) – 4:17 (Amir Amor, Kesi Dryden, Piers Aggett, Leon Rolle, Jean-Baptise Kouame II, Lianne La Havas, Uzo Emenike)
9. Too Cool (feat. Ella Eyre) – 3:59 (Amir Amor, Kesi Dryden, Piers Aggett, Leon Rolle, Ella Eyre, Jonny Harris, James Newman)
10. Bloodstream (with Ed Sheeran) – 5:08 (Ed Sheeran, Amir Amor, Kesi Dryden, Piers Aggett, Leon Rolle, Gary Lightbody, Johnny MacDaid)
11. Treading on Water (feat. Sinead Harnet & Will Heard) – 5:15 (Amir Amor, Kesi Dryden, Piers Aggett, Leon Rolle, Sinead Harnett, Will Heard) – sostituita da All That Love nelle edizioni digitale e LP
12. Needn't Speak (feat. Lianne La Havas) – 4:58 (Amir Amor, Kesi Dryden, Piers Aggett, Leon Rolle, Lianne La Havas)
13. Lay It All on Me (feat. Ed Sheeran) – 4:02 (Amir Amor, Kesi Dryden, Piers Aggett, Leon Rolle, James Newman, Jonny Harris, Ed Sheeran)
14. New Day (feat. Bobby Womack) – 4:19 (Amir Amor, Kesi Dryden, Piers Aggett, Leon Rolle, Bobby Womack, Richard Feldman, Harold Payne)

Tracce bonus nell'edizione deluxe
1. All That Love (feat. Anne-Marie) – 3:55 (Amir Amor, Kesi Dryden, Piers Aggett, Leon Rolle, James Newman, Jonny Harris, Wayne Hector, Julie Frost, Nick Gale) – sostituita da Treading on Water nell'edizione digitale
2. Run (feat. Will Heard) – 4:46 (Amir Amor, Kesi Dryden, Piers Aggett, Leon Rolle, Will Heard)
3. Breathe (feat. Lianne La Havas) – 4:58 (Amir Amor, Kesi Dryden, Piers Aggett, Leon Rolle, Lianne La Havas)
4. System (feat. Max Romeo, Earl 16 & Spee) – 4:30 (Amir Amor, Kesi Dryden, Piers Aggett, Leon Rolle, Earl Daley, Spencer Graham, Max Romeo)

## Classifiche
| Classifica (2015)              | Posizione massima |
| ------------------------------ | ----------------- |
| Australia                      | 4                 |
| Belgio (Fiandre)               | 14                |
| Belgio (Vallonia)              | 47                |
| Germania                       | 100               |
| Irlanda                        | 8                 |
| Nuova Zelanda                  | 5                 |
| Paesi Bassi                    | 41                |
| Regno Unito                    | 1                 |
| Regno Unito (dance)            | 1                 |
| Stati Uniti                    | 190               |
| Stati Uniti (dance/electronic) | 7                 |
| Stati Uniti (heatseekers)      | 10                |
| Svizzera                       | 32                |